# La Cassette de l'émigrée
La Cassette de l'émigrée è un cortometraggio muto del 1912 diretto da Louis Feuillade.

## Produzione
Il film fu prodotto dalla Société des Etablissements L. Gaumont.

## Distribuzione
Distribuito dalla Société des Etablissements L. Gaumont, uscì nelle sale cinematografiche francesi nel maggio 1912; è conosciuto anche come Le Trésor de l'émigrée.